# Політехнічний музей (Росія)

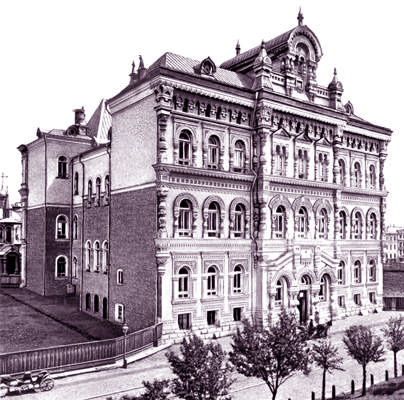
Будинок музею, 1880-ті

Політехнічний музей (рос. Политехнический музей) — російський національний музей історії науки і техніки, один з найбільших науково-технічних музеїв світу. Розташований у Москві на Новій площі (№ 3/4).
Музей був заснований за особистим указом імператора Олександра II. 23 вересня 1872 року високим велінням був установлений Комітет для улаштування в Москві Музею Прикладних знань і завідування ним. Комітет був створений за ініціативою вчених просвітителів, членів Імператорського Товариства любителів природознавства, антропології і етнографії. Початок музею поклала організація Всеросійської Політехнічної виставки, що відкрилася в Москві 30 травня 1872 року, присвячена 200-річчю з дня народження Петра I. Після закриття виставки її експонати стали основою зібрання майбутнього музею і були розміщені в тимчасовому приміщенні будинку Степанова на Пречистенці.
12 грудня 1872 року (за новим стилем) Політехнічний музей вперше відкрив свої двері для відвідувачів. У травні 1875 року на Лубянській (Новій) площі був закладений перший камінь майбутньої будівлі музею. За проектом архітектора Іполита Монігетті в російському візантійському стилі була зведена його центральна частина. У 1877 році колекції переїхали на своє постійне місце.
Будівля для Політехнічного будувалася 30 років. Над його зовнішністю трудилися архітектори Микола Шохін, Август Вебер, князь Георгій Макаєв. У 1896 році було зведено праве крило, в 1907 — ліве, куди увійшла стала незабаром знаменитою Велика аудиторія.
У завдання музею входила інтелектуальна підтримка технічний культури суспільства шляхом розповсюдження наукових знань. У 1902 році комітет музею нагородив премією імені Д. А. Наумова українського ентомолога С. О. Мокржецького.
Експозиції музею розповідають про історію техніки і її творців, пояснюють принципи дії різних технічних пристроїв.
У 1930-1940-ті роки тут проходили виставки, що демонстрували успіхи індустріалізації. У музеї були створені курси підвищення кваліфікації середнього технічного персоналу, практичні заняття з основ механіки і машинобудування, куточки технічних ігор.
У 1950—1960 роки формуються стаціонарні експозиції, що представляють розвиток науки і техніки за галузевим принципом. У них з'являються нові розділи — кібернетики, освоєння космосу, ядерної техніки. Організовується факультет нових методів і засобів навчання, семінар з надійності і якості.
Політехнічний музей завжди був центром наукового, культурного і суспільного життя Москви. Традиційна для Політехнічного музею форма роботи — публічні лекції. Лекції про останні досягнення науки тут читали Олександр Столєтов, Микола Жуковський, Федір Бредіхін, Климент Тімірязєв, Олександр Бутлеров і інші видатні учені. У музеї проводилися демонстрації останніх досягнень наукової і технічної думки: лампи Яблочкова, телефонів Белла і Голубицького, фонографа Едісона. Влаштовувалося перше в Москві електричне освітлення.
У Великій аудиторії Політехнічного проводилися поетичні і музичні вечори. З її трибуни виступали поети Володимир Маяковський, Євген Євтушенко, Андрій Вознесенський, Булат Окуджава, а також політики, філософи і найбільші вчені світу.
У грудні 1991 року Політехнічний музей був оголошений федеральною власністю як особливо цінний об'єкт російської національної культурної спадщини.
Сьогодні Політехнічний музей зберігає понад 170 тис. музейних предметів, близько 100 музейних колекцій, багато з них унікальні. Експозиція музею займає площу близько 10,5 тис. м²., в 65 залах музею представлені найрізноманітніші області техніки — гірнича справа, металургія, хімічні технології, автоматика і обчислювальна техніка, зв'язок, оптика, метеорологія, космонавтика, енергетика, транспорт.
У комплекс музею входить Наукова бібліотека (більше 3 мільйонів книг і друкарських видань) і Лекторій. У Лекторії проводяться поетичні і музичні вечори, зустрічі з видатними людьми, виступи учених.
Щорічно музей приймає близько 450 тис. відвідувачів.
Музей є науково методичним центром музеєзнавства, виконує функції головного музею, що зберігає і вивчає музейний фонд РФ в області науки і техніки. Тому організація для технічних музеїв країни наукових конференцій, семінарів в цілях обміну досвідом є одним з пріоритетних напрямів діяльності музею. Політехнічний музей створює обширну базу з проблем науково технічного музеєзнавства, доступну для інших музеїв.
Політехнічний музей — активний учасник міжнародних музейних форумів, з 1970-х рр. входить до складу Міжнародної Ради музеїв (ІКОМ). Співробітники музею беруть активну участь в роботі Міжнародного комітету технічних музеїв (СІМЮЗЕТ), що входить в ІКОМ. У 1987 році Політехнічний музей став одним з ініціаторів і засновників Асоціації науково-технічних музеїв Російського комітету ІКОМ., будучи в наш час[коли?] її організаційним, науковим і методичним центром.